# Pierre-Marie Gerlier
Pierre-Marie Gerlier, oryginalnie Piotr Maria Gerlicz (ur. 1 stycznia 1880 w Versailles, zm. 17 stycznia 1965 w Lyonie) – francuski duchowny katolicki polskiego pochodzenia, arcybiskup Lyonu, prymas Francji i kardynał.

## Życiorys
Syn Władysława Gerlicza herbu Lis z odmianą i jego żony Anny Matyldy z domu Favre. Piotr Maria Gerlicz zmienił później nazwisko na Gerlier wg pisowni francuskiej. W czasie I wojny światowej służył w armii jako oficer. Został ranny i trafi do niewoli. W młodości ukończył studia na uniwersytecie w Bordeaux. Następnie był adwokatem Sądu Paryskiego, a w latach 1907-1913 pełnił funkcję Prezesa Związku Prawników Francuskich. Karierę kościelną rozpoczął dość późno, naukę seminaryjną pobierał w Issy, było to specjalne seminarium dla powołań w późnym wieku. Święcenia kapłańskie przyjął 29 lipca 1921 w wieku 41 lat. Pracował duszpastersko w Paryżu.  
14 maja 1929 otrzymał nominację na biskupa Tarbes i Lourdes. Sakry udzielił mu w Paryżu kardynał Louis-Ernest Dubois. 30 lipca 1937 spotkał go kolejny awans, Pius XI powołał go na arcybiskupa Lyonu i w związku z tym – honorowego prymasa Francji. W czasie II wojny światowej był zaangażowany w ukrywanie żydowskich dzieci za co w 1981 otrzymał pośmiertnie tytuł Sprawiedliwego wśród Narodów Świata. Jak większość episkopatu francuskiego popierał rządy Philipa Petaina. Brał udział w konklawe 1939, 1958 i 1963 roku. Udzielił święceń kapłańskich przyszłemu polskiemu kardynałowi Andrzejowi Deskurowi. Zmarł na zawał serca po prawie 30 latach kierowania archidiecezją Lyon.